# Kolacja o ósmej
Kolacja o ósmej (ang. Dinner at Eight) – amerykański film z 1933 roku w reżyserii George’a Cukora.

## Obsada
- Marie Dressler jako Carlotta Vance
- John Barrymore jako Larry Renault
- Wallace Beery jako Dan Packard
- Billie Burke jako Millicent Jordan
- Lionel Barrymore jako Oliver Jordan
- Lee Tracy jako Max Kane
- Madge Evans jako Paula Jordan
- Jean Harlow jako Jo Stengel
- Edmund Lowe jako doktor Wayne Talbot
- Karen Morley jako Lucy Talbot
- Phillips Holmes jako Ernest DeGraff
- May Robson jako pani Wendel
- Herman Bing jako kelner

## Wyróżnienia
| Rok wyróżnienia | Amerykański Instytut Filmowy                                    | Miejsce     |
| --------------- | --------------------------------------------------------------- | ----------- |
| 2000            | Lista 100 najśmieszniejszych amerykańskich filmów wszech czasów | 85. miejsce |

W 2023 roku został wprowadzony do Narodowego Rejestru Filmowego Stanów Zjednoczonych jako film „znaczący kulturowo, historycznie bądź estetycznie”.